# السفارة السعودية في كوبا
سفارة المملكة العربية السعودية في كوبا، هي بعثة دبلوماسية سعودية تقع في العاصمة الكوبية هافانا ويترأس البعثة سفير خادم الحرمين الشريفين الدكتور وليد بن عبدالرحمن الحمودي.

## وصلات خارجية
- موقع سفارة المملكة العربية السعودية السعودية في كوبا
- وزارة الخارجية السعودية (بالعربية)
- Ministry of Foreign Affairs of Kingdom of Saudi Arabia (بالإنجليزية)